# Pierre Tornade
Pierre Tornade, nato Pierre Tournadre (Bort-les-Orgues, 21 gennaio 1930 – Rambouillet, 7 marzo 2012), è stato un attore e doppiatore francese.

## Biografia
Pierre Tornade apparve per la prima volta sulle scene teatrali nel 1955 in Elle est folle, Carole di Jean de Létraz. 
Nel 1956 partecipò alla commedia musicale di Alexandre Breffort e Marguerite Monnot Irma la dolce al Teatro Gramont e fece il suo debutto cinematografico nel film Les Truands di Carlo Rim, dove prese il suo nome d'arte, Tornade. L'anno successivo, tornò al teatro nello spettacolo Pericle, principe di Tiro di William Shakespeare prima di entrare a far parte nei primi anni sessanta della troupe di Branquignols di Robert Dhéry. 
Altamente richiesto dagli anni sessanta, apparve in televisione in telefilm e serie televisive come Thierry La Fronde (1963), Les Cinq Dernières Minutes (1964), Le Chevalier d'Harmental (1966), Les Sept de l'escalier quinze B (1967) e Les Dossiers de l'agence O (1968). Per la sua imponente statura, gli furono spesso affidati ruoli di militari o di poliziotti, ma in genere interpretò quasi sempre ruoli di personaggi della classe media.
Tra i suoi ruoli più importanti sono da ricordare quelli nei film Vacanze di sangue, il capitano Dumont in Dov'è finita la 7ª compagnia? e il commissario Florimond Faroux nella serie francese Nestor Burma.

### Morte
Pierre Tornade morì il 7 marzo 2012 all'ospedale di Rambouillet, dopo alcuni giorni di coma a seguito di una caduta accidentale, come annunciò la figlia dell'attore, Emmanuelle. È sepolto a Le Mesnil-Saint-Denis (Yvelines).

## Doppiaggio
Grande figura del mondo del doppiaggio francese, è noto soprattutto per dato voce, per vent'anni, a Averell Dalton (1971-1991) e Obelix (1985-2005) personaggi di Lucky Luke e Asterix. È anche ricordato per aver doppiato Jean Bondyork, Statler, e altri personaggi nei Muppet Show.
Il suo ultimo doppiaggio è stato Obelix nel videogioco Asterix & Obelix XXL 2: Mission Las Vegum

## Filmografia

### Cinema
- Les Truands, regia di Carlo Rim (1956)
- Ce sacré Amédée, regia di Louis Félix (1957)
- Comme un cheveu sur la soupe, regia di Maurice Regamey (1957)
- L'amour est en jeu o Ma femme, mon gosse et moi, regia di Marc Allégret (1957)
- Nina, regia di Jean Boyer (1959)
- I fortunati (Les Veinards), sketch Le Gros Lot, regia di Jack Pinoteau (1962)
- Pierino la peste (Bébert et l'Omnibus), regia di Yves Robert (1963)
- L'Honorable Stanislas, agent secret, regia di Jean-Charles Dudrumet (1963)
- Allez France !, regia di Robert Dhéry (1964)
- Jaloux comme un tigre, regia di Darry Cowl (1964)
- Les Gorilles, regia di Jean Girault (1964)
- Tous les enfants du monde, regia di André Michel (1964)
- Mata-Hari, agente segreto H21 (Mata Hari, agent H 21), regia di Jean-Louis Richard (1964)
- La Communale, regia di Jean L'Hôte (1965)
- Le Chant du monde, regia di Marcel Camus (1965)
- Tre gendarmi a New York (Le Gendarme à New York), regia di Jean Girault (1965)
- Les Baratineurs, regia di Francis Rigaud (1965)
- Monnaie de singe, regia di Yves Robert (1966)
- Chi ha rubato il presidente? (Le Grand Restaurant), regia di Jacques Besnard (1966)
- Monsieur le président-directeur général o Appelez-moi maître, regia di Jean Girault (1966)
- L'amore attraverso i secoli (Le Plus Vieux Métier du monde), sketch Oggi, regia di Claude Autant-Lara (1966)
- Un avventuriero a Tahiti (Tendre Voyou), regia di Jean Becker (1966)
- Trois enfants dans le désordre, regia di Léo Joannon (1966)
- Une femme en blanc se révolte, regia di Claude Autant-Lara (1966)
- Un idiot à Paris, regia di Serge Korber (1966)
- La notte dei generali (La Nuit des généraux), regia di Anatole Litvak (1967)
- Si salvi chi può (Le Petit Baigneur), regia di Robert Dhéry (1967)
- Le Fou du labo 4, regia di Jacques Besnard (1967)
- Nemici... per la pelle (Le Tatoué), regia di Denys de La Patellière (1968)
- Béru et ces dames, regia di Guy Lefranc (1968)
- Un drôle de colonel, regia di Jean Girault (1968)
- Salut Berthe !, regia di Guy Lefranc (1968)
- Faites donc plaisir aux amis o Prête-moi ta femme, regia di Francis Rigaud (1969)
- Il cervello (Le Cerveau), regia di Gérard Oury (1969)
- L'Auvergnat et l'Autobus, regia di Guy Lefranc (1969)
- Le Diable par la queue, regia di Philippe de Broca (1969)
- Trois hommes sur un cheval, regia di Marcel Moussy (1970)
- L'Explosion, regia di Marc Simenon (1971)
- Un cave, regia di Gilles Grangier (1971)
- La Raison du plus fou, regia di François Reichenbach (1973)
- Se gli altri sparano... io che c'entro!? (Je sais rien, mais je dirai tout), regia di Pierre Richard (1973)
- Dov'è finita la 7ª compagnia? (Mais où est donc passée la septième compagnie ?), regia di Robert Lamoureux (1973)
- Antoine et Sébastien, regia di Étienne Périer (1973)
- La Rage au poing, regia di Éric Le Hung (1973)
- Le Permis de conduire, regia di Jean Girault (1974)
- Vos gueules, les mouettes !, regia di Robert Dhéry (1974)
- Impossible... pas français, regia di Robert Lamoureux (1974)
- Vacanze di sangue (Dupont Lajoie), regia di Yves Boisset (1975)
- Opération Lady Marlène, regia di Robert Lamoureux (1975)
- Tre eroi in fuga (On a retrouvé la septième compagnie), regia di Robert Lamoureux (1975)
- Dai sbirro (Adieu poulet), regia di Pierre Granier-Deferre (1975)
- Soldat Duroc, ça va être ta fête, regia di Michel Gérard (1975)
- Oublie-moi, Mandoline, regia di Michel Wyn (1976)
- Le Jour de gloire, regia di Jacques Besnard (1976)
- Dis bonjour à la dame, regia di Michel Gérard (1977)
- Arrête ton char... bidasse !, regia di Michel Gérard (1977)
- Général... nous voilà !, regia di Jacques Besnard (1978)
- C'est dingue, mais on y va... !, regia di Michel Gérard (1979)
- L'Œil du maître, regia di Stéphane Kurc (1980)
- Le Chêne d'Allouville ou Ils sont fous ces Normands, regia di Serge Pénard (1981)
- Signé Furax, regia di Marc Simenon (1981)
- Salut la puce, regia di Richard Balducci (1983)
- Fort Saganne, regia di Alain Corneau (1984)
- Didi auf vollen Touren, regia di Wigbert Wicker (1986)
- Les Gauloises blondes, regia di Jean Jabely (1988)
- À notre regrettable époux, regia di Serge Korber (1988)

### Televisione
- La Nuit de Tom Brown - telefilm, regia di Claude Barma (1959)
- En votre âme et conscience - serie TV, 2 episodi, regia di Claude Barma e Pierre Nivolet (1959-1966)
- Thierry La Fronde (Thierry la Fronde) - serie TV, 3 episodi, regia di Robert Guez (1963)
- Le Théâtre de la jeunesse - Les Aventures de David Balfour, regia di Alain Boudet (1964)
- Les Cinq Dernières Minutes - serie TV, 8 episodi, regia di Claude Loursais (1964-1971)
- Version grecque, regia di Jean-Paul Sassy (1965)
- Rouletabille e Rouletabille chez le Tsar - telefilm, regia di Jean-Charles Lagneau (1966)
- Le Chevalier d'Harmental - serie TV, 1 episodio, regia di Jean-Pierre Decourt (1966)
- Les Sept de l'escalier quinze B - serie TV, regia di Georges Régnier (1966)
- Les Compagnons de Jéhu - serie TV, regia di Michel Drach (1966)
- Comment ne pas épouser un milliardaire - serie TV, regia di Lazare Iglésis (1966)
- Deux Romains en Gaule - telefilm, regia di Pierre Tchernia (1967)
- Cette nuit à Bethléem - telefilmregia di André Fey (1967)
- Beaumarchais ou 6000 fusils - telefilm, regia di Marcel Bluwal (1967)
- L'Amateur ou S.O.S Fernand - serie TV, 1 episodio, regia di Jacques Pinoteau (1967)
- Malican père et fils - serie TV, regia di Yannick Andreï e Marcel Cravenne (1967)
- Vidocq - serie TV, 1 episodio, regia di Claude Loursais (1967)
- Les Dossiers de l'agence O - serie TV, regia di Jean Salvy (1968)
- L'Homme du Picardie - serie TV, regia di Jacques Ertaud (1968)
- Sainte Jeanne - telefilm, regia di Claude Loursais (1969)
- Allô Police - serie TV, 1 episodio, regia di Pierre Goutas (1970)
- Nanou - serie TV, regia di Georges Régnier (1970)
- Le nuove avventure di Vidocq (Les Nouvelles Aventures de Vidocq) - serie TV, 1 episodio, regia di Marcel Bluwal (1971)
- Les Chemins de fer - telefilm, regia di Daniel Georgeot (1972)
- Quel che bolle in pentola (Pot-Bouille) - serie TV, regia di Yves-André Hubert (1972)
- Le Maître de pension - telefilm, regia di Marcel Moussy (1973)
- Lucien Leuwen - serie TV, regia di Claude Autant-Lara (1973)
- Au théâtre ce soir: Edmée - telefilm, regia di Pierre-Aristide Bréal (1974)
- L'Homme au contrat - serie TV, regia di Jacques Audoir (1974)
- Le Petit Théâtre d'Antenne 2: Monsieur Badin - telefilm, regia di Daniel Ceccaldi (1977)
- Le Passe-muraille - telefilm, regia di Pierre Tchernia (1977)
- Les Folies Offenbach - serie TV, regia di Michel Boisrond (1977)
- Les Palmiers du métropolitain - telefilm, regia di Youri (1978)
- Le Plus Heureux des trois - telefilm, regia di Jean Cohen (1979)
- Le Charlatan - telefilm, regia di Philippe Ducrest (1981)
- Arcole ou la Terre promise - serie TV, regia di Marcel Moussy (1981)
- Histoire contemporaine - serie TV, regia di Michel Boisrond (1981)
- Les Grands Ducs - telefilm, regia di Marcel Bozzuffi e Patrick Jamain (1982)
- Le Village sur la colline - serie TV, regia di Yves Laumet (1982)
- Toutes griffes dehors - serie TV, regia di Michel Boisrond (1982)
- Allô Béatrice - serie TV, regia di Jacques Besnard (1984)
- Le Canon paisible - serie TV, regia di Stéphane Bertin (1985)
- Le Dindon - telefilm, regia di Pierre Badel (1986)
- La Belle Anglaise - serie TV, regia di Jacques Besnard (1988)
- Palace - serie TV, regia di Jean-Michel Ribes (1988)
- Les Millionnaires du jeudi - serie TV (1989)
- Papy super star - telefilm, regia di Serge Pénard (1991)
- L'Huissier - telefilm, regia di Pierre Tchernia (1991)
- Maxime et Wanda - serie TV, 1 episodio, regia di Henri Helman (1991)
- Nestor Burma (1991-1998)
- Lettre ouverte à Lili - telefilm, regia di Jean-Luc Trotignon (1995)
- Maxime et Wanda - serie TV, 1 episodio, regia di Claude Vital (1995)

### Cortometraggi
- La Puce, regia di Jacques Borge (1963)
- Pont dormant, regia di Fernand Marzelle (1972)
- Jour de cirque, regia di Dominique Bidaubayle (1989)

## Doppiaggio
Lista del doppiaggio di Pierre Tornade per l'edizione francese.

### Cinema
- Lenny Montana in Il padrino (ed. originale)
- Walter Barnes in Lo straniero senza nome
- Lupo Lupone in Lupo Lupone e Cappuccetto a Pois
- Statler, George e Jean Bondyork in Muppet Show

### Animazione
- Averell Dalton in Lucky Luke, Lucky Luke - La ballata dei Dalton, Lucky Luke - La grande avventura dei Dalton, Lucky Luke serie animata 1984, Lucky Luke serie animata 1991
- Obelix in  Asterix contro Cesare, Asterix e la pozione magica, Asterix e la grande guerra, Asterix conquista l'America
- Abraracourcix in Asterix il gallico, Asterix e Cleopatra, Le dodici fatiche di Asterix
- Assurancetourix in Le dodici fatiche di Asterix
- Mercante di buoi e Caius Bonus in Asterix il gallico
- Numerobis e Mercenario in Asterix e Cleopatra,
- Teodoro (Cubitus) in Teodoro e l'invenzione che non va
- Fra Tuck in Robin Hood film 1973
- Il panettiere e il macellaio in Lucky Luke - La grande avventura dei Dalton
- Baloo in Il libro della giungla

### Videogiochi
- Obelix in  Asterix & Obelix XXL, Asterix & Obelix XXL 2: Mission Las Vegum

## Teatro
- Elle est folle, Carole di Jean de Létraz, regia di Jean de Létraz (1955)
- Irma la dolce di Alexandre Breffort e Marguerite Monnot, regia di René Dupuy (1956)
- Pericle, principe di Tiro di William Shakespeare, regia di René Dupuy (1957)
- Édition de midi di Mihail Sebastian, regia di René Dupuy (1958)
- La Double Vie de Théophraste Longuet di Jean Rougeul da Gaston Leroux, regia di René Dupuy (1959)
- La Fleur des pois di Édouard Bourdet, regia di Jean Meyer (1960)
- La Grosse Valse di Robert Dhéry, regia omonima (1962)
- Machin-Chouette di Marcel Achard, regia di Jean Meyer (1964)
- Santa Giovanna di George Bernard Shaw, regia di Pierre Franck (1964)
- Version grecque di Marc-Gilbert Sauvajon, regia di Jacques-Henri Duval (1965)
- La strana coppia di Neil Simon, regia di Pierre Mondy (1966)
- Monsieur Dodd di Arthur Watkyn, regia di Jacques-Henri Duval (1966)
- Saint-Dupont di Marcel Mithois, regia di Jean-Pierre Grenier (1967)
- La Bonne Adresse di Marc Camoletti, regia di Christian-Gérard (1968)
- C'est malin ! di Fulbert Janin, regia di Michel Roux (1968)
- Trois hommes sur un cheval di Marcel Moussy, dalla commedia di John Cecil Holm e George Abbott, regia di Pierre Mondy (1969)
- Occupe-toi d'Amélie di Georges Feydeau, regia di Jacques Charon (1969)
- L'Enterrement di Henry Monnier, regia di André Barsacq (1970)
- Les Branquignols di e regia di Robert Dhéry (1972)
- L'Odyssée pour une tasse de thé de Jean-Michel Ribes, regia omonima (1974)
- Le Charlatan di Robert Lamoureux, regia di Francis Joffo (1974)
- Biedermann et les Incendiaires di Max Frisch, regia di Serge Peyrat (1976)
- Le Charlatan di Robert Lamoureux, regia di Francis Joffo (1980)
- Le Charimari di Pierrette Bruno, regia di René Clermont (1981)
- Le Dindon di Georges Feydeau, regia di Jean Meyer (1983-1984)
- Les Dégourdis de la 11e di André Mouëzy-Éon, regia di Jacques Rosny (1986)

## Doppiatori italiani
- Antonio Guidi: Dov'è finita la 7ª compagnia?
- Gianni Vagliani: Tre gendarmi a New York

Da doppiatore è stato sostituito da: 
- Augusto Di Bono in Lucky Luke - La ballata dei Dalton, Lucky Luke serie 1984, Lucky Luke serie 1991
- Giorgio Locuratolo in Asterix e la sorpresa di Cesare, Asterix e la pozione magica
- Sergio Tedesco in Asterix il gallico
- Carlo Romano in Asterix il gallico
- Corrado Gaipa in Asterix il gallico
- Arturo Dominici in Asterix e Cleopatra
- Gianni Musy in Le 12 fatiche di Asterix
- Renato Cortesi in Asterix e la grande guerra
- Massimo Corvo in Asterix conquista l'America
- Sante Calogero in Teodoro e l'invenzione che non va
- Andrea Lavagnino in Lucky Luke film 1971 e Lucky Luke - La ballata dei Dalton (ridoppiaggio), Lucky Luke - La grande avventura dei Dalton
- Stefano Albertini in Asterix & Obelix XXL
- Luigi Rosa in Asterix & Obelix XXL 2: Mission Las Vegum

## Riconoscimenti
- Cavaliere d'ordine nazionale al merito nel 1996.